# 10645 Brač
(10645) Brač, denumire internațională (10645) Brac, este un asteroid din centura principală de asteroizi.

## Descriere
10645 Brač este un asteroid din centura principală de asteroizi. A fost descoperit pe 14 martie 1999 la Visnjan de Korado Korlević. Asteroidul prezintă o orbită caracterizată de o semiaxă mare de 2,66 ua, o excentricitate de 0,18 și o înclinație de 12,5° în raport cu ecliptica.